# Мокрая Белосарайка
Мокрая Белосарайка (укр. Мокра Білосарайка) — река, протекающая по территории Мариупольского района Донецкой области.
Мокрая Белосарайка берёт начало в лесном массиве у села Лесное. Впадает в Азовское море. В устье реки находится посёлок городского типа Ялта. На реке также расположен посёлок городского типа Мангуш.
Река бывает причиной паводков в пгт Ялта. Паводки были в 2003, 2006 годах.
Русло реки заиливается. Русло не чистилось несколько лет и не может пропускать больших объёмов воды.
В пгт Ялта через Мокрую Белосарайку построен мост.